# Aplastodiscus eugenioi
Espèce
Synonymes
- Hyla eugenioi Carvalho-e-Silva & Carvalho-e-Silva, 2005

Statut de conservation UICN

 NT  : Quasi menacé
Aplastodiscus eugenioi est une espèce d'amphibiens de la famille des Hylidae.

## Répartition
Cette espèce est endémique du Brésil. Elle se rencontre jusqu'à 300 m d'altitude le long des côtes du Nord-Est de l'État de São Paulo et le Sud-Ouest de l'État de Rio de Janeiro,. Elle vit dans la végétation près des ours d'eau dans la forêt Atlantique.

## Étymologie
Cette espèce est nommée en l'honneur d'Eugenio Izecksohn.

## Publication originale
- Carvalho-e-Silva & Carvalho-e-Silva, 2005 : New Species of the Hyla albofrenata Group, from the States of Rio de Janeiro and São Paulo, Brazil (Anura, Hylidae). Journal of Herpetology, vol. 39, no 1, p. 73-81.